# Samkørsel
Samkørsel betyder at to eller flere personer pendler til arbejde eller rejser til andre destinationer langs en del eller hele strækningen af en rejse. Samkørsel har mange fordele ved at dele med hver bil tur kan være billigere, pænere og mere miljøvenlige.
Organiseret form for samkørsel er tilgængelig i mange lande og har været i Danmark siden mindst 1980'erne. Med internettet er det blevet lettere at administrere.
Samkørsel kan bl.a. foregå ved at mødes ved såkaldte pendlerpladser eller rastepladser og samles i én bil.
Årsagen til at vælge samkørsel kan bl.a. være ønsket om at spare penge på brændstof, som steg i pris efter Oliekrisen i 1973 og i 1979.